# 1358 Gaika
1358 Gaika је астероид главног астероидног појаса. Приближан пречник астероида је 19,96 ,
а средња удаљеност астероида од Сунца износи 2,476 астрономских јединица (АЈ).
Инклинација (нагиб) орбите у односу на раван еклиптике је 2,173 степени, а орбитални период износи 1423,410 дана (3,897 године). Ексцентрицитет орбите астероида износи 0,167.
Апсолутна магнитуда астероида износи 12,20 а геометријски албедо 0,058.
Астероид је откривен 21. јула 1935. године.